# Ring the Alarm
«Ring the Alarm» (рус. Бей тревогу) — R&B-хип-хоп соул песня, написанная Бейонсе Ноулз, Касимом «Swizz Beatz» Дином и Шоном Гарреттом для второго сольного альбома Ноулз B'Day (2006). Слова рассказывают об угрозе женщины, которую обманул мужчина. Она выделяется агрессивным тоном, в сравнении с другими треками в альбоме.

## Рейтинг
«Ring the Alarm» был выпущен только в США вторым синглом альбома и получил смешанные отзывы критиков. Сингл дебютировал 12 строкой в Billboard Hot 100, став самым высоким дебютом Ноулз в США за всю её музыкальную карьеру. Он достиг 11 строки в Hot 100, став её первым сольным синглом, не попавшим в топ-10, и был вторым американским выпущенным синглом с наименьшими позициями в чарте в B’Day, после «Get Me Bodied», достигшим пика на 68 строке. Песня была номинирована на 49th Grammy Awards. Клип на сингл был инспирирован фильмом 1992 года «Основной инстинкт».

## Список композиций
CD Maxi single
1. «Ring the Alarm» (Karmatronic remix)
2. «Ring the Alarm» (Migtight remix)
3. «Ring the Alarm» (Tranzformas remix, featuring Collie Buddz)
4. «Ring the Alarm» (Jazze Pha remix)
5. «Ring the Alarm» (Grizz remix)

CD Single
1. «Ring the Alarm» (Album version)
2. «Ring the Alarm» (Instrumental)

## Форматы
| - Acapella — 3:02 - Instrumental — 3:23 - Jazze Pha remix — 3:54 - Grizz’s remix — 3:33 - Tranzformas remix featuring Collie Buddz — 4:12 - Freemasons Club Mix — 8:37 - Freemasons Club Instrumental — 8:37 - Freemasons Club Mix Radio Edit- 3:30 - Bama Boyz remix — 4:18 | - Clean Version — 3:23 - Black Ocean Remix featuring J-Kwon - Karmatronic remix — 3:19 - Migtight remix — 3:19 - Maurice Joshua’s Nu Soul edit — 4:59 - Roc-A-Fella remix (featuring Foxy Brown) — 3:24 - Spanish Version — 3:23 - Slip-N-Slide remix feat Trina-3.56 |

## Чарты
| Чарты (2006r.)                     | Пик Позиция |
| ---------------------------------- | ----------- |
| Brazil Hot 100                     | 13          |
| Brazil Hot 40 Dance Traxx          | 1           |
| Japan Top 20                       | 16          |
| Lithuania Airplay                  | 1           |
| Lithuania Top 40                   | 1           |
| Norway Urban Chart                 | 9           |
| Philippines Quaday Hot 100 Singles | 10          |
| PL Download Charts                 | 6           |
| Polish National Top 50             | 46          |

| Чарты (2006r.)                | Пик Позиция |
| ----------------------------- | ----------- |
| Sweden Singles Top 60         | 57          |
| Official Download Chart       | 114         |
| Billboard Hot 100             | 11          |
| Billboard Hip-Hop Songs       | 3           |
| Billboard Hot Dance Club Play | 1           |
| Billboard Rhythmic Top 40     | 21          |
| United World Chart            | 37          |
| United World Dance Chart      | 1           |
| World RnB Top 30 Singles      | 3           |